# Hermann Balck
Hermann Balck (Danzica, 7 dicembre 1893 – Asperg, 29 novembre 1982) è stato un generale tedesco, abile ufficiale della Wehrmacht (dopo aver combattuto valorosamente come ufficiale subordinato durante la prima guerra mondiale dove venne ferito sette volte).
Si distinse durante la seconda guerra mondiale per l'energia, la preparazione e la capacità tattica messe in mostra, alla testa di importanti unità corazzate o meccanizzate, sia sul fronte occidentale nel 1940, sia, soprattutto, sul fronte orientale dove, comandante di Panzer-Division e poi di Panzer-Korps e Panzer-Armee, combatté quasi ininterrottamente dal 1941 al 1945.
In particolare si distinse nel 1940 guidando l'attacco decisivo sulla Mosa a Sedan e proseguendo audacemente in avanti alla testa dei suoi panzer fino alla Manica; durante le campagne sul fronte orientale, guidò le sue forze corazzate con grande efficacia sul Don, a Rostov, sul Dniepr, a Žitomir. Considerato un grande esperto di guerra con mezzi corazzati e uno dei migliori comandanti delle Panzertruppen tedesche, ha mantenuto sempre un'alta reputazione nella storiografia specialistica, e viene considerato uno dei più dotati comandanti tedeschi di reparti meccanizzati, insieme a Hans-Valentin Hube, Erhard Raus, Hasso von Manteuffel e Walther Nehring.
Promosso durante la guerra dal grado di oberstleutnant a quello di General der Panzertruppe, fu uno dei soli 27 soldati delle forze armate tedesche a ricevere, per il grande valore personale e le doti di condottiero dimostrate in ripetute occasioni, la prestigiosa Croce di Cavaliere della Croce di ferro con Fronde di quercia, Spade e Diamanti (il 31 agosto 1944).

## Biografia

### Gli inizi e la prima guerra mondiale
Nato a Danzica, da una famiglia di prestigiose tradizioni militari (il padre, Wilhelm Balck era stato tenente generale e Cavaliere dell'ordine Pour le Mérite), il giovane Hermann Balck entrò nel 1913 nell'Esercito Imperiale tedesco come aspirante ufficiale, prestando quindi servizio fin dall'inizio della prima guerra mondiale come tenente in un reparto di cacciatori. Durante la "grande guerra" Balck mostrò grande doti di coraggio personale, e rimase ferito ben sette volte, servendo fino al 1918 in varie unità di fanteria leggera e finendo la guerra come comandante di una compagnia di mitraglieri. Il giovane ufficiale si distinse al punto di essere proposto per l'ambitissima decorazione al valore Pour le Mérite nel 1918, anche se alla fine non ottenne il prestigioso riconoscimento.
Tra le due guerre Hermann Balck rimase nel nuovo Esercito tedesco e servì in varie unità di cacciatori, poi in incarichi di Stato maggiore, e infine nelle nuove unità corazzate della Wehrmacht, reparti in cui avrebbe militato durante la maggior parte della seconda guerra mondiale distinguendosi per la sua notevole abilità e per la chiara comprensione delle modalità operative della Guerra lampo.

### Rapida carriera nelle Panzertruppen

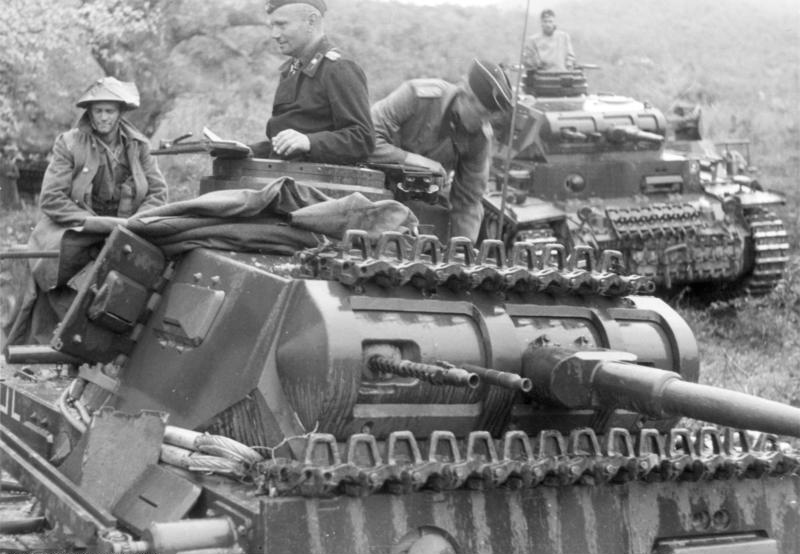
Prigionieri neozelandesi accanto a due carri Panzer III della 2. Panzer-Division, fotografati a Pandelejmon, Grecia, il 16 aprile 1941. Il tenente colonnello Hermann Balck è ritratto di profilo sulla torretta del carro.

Hermann Balck iniziò la seconda guerra mondiale con il grado di oberstleutnant e con un incarico non operativo al Comando supremo dell'esercito (OKH), non partecipando quindi in modo attivo alla Campagna di Polonia. Il 22 ottobre 1939 finalmente l'ufficiale venne assegnato al comando del 1. Infanterie-regiment (Mot) della 1. Panzer-Division destinata a svolgere un ruolo cruciale durante la imminente campagna di Francia.
Assegnata al cuneo corazzato del generale von Kleist (Panzergruppe Kleist) e in particolare al 19º Panzerkorps, guidato dal famoso generale Heinz Guderian, la 1. Panzer-Division effettuò l'attacco decisivo a Sedan il 13 maggio 1940 e proprio il tenente colonnello Balck guidò personalmente con grande efficienza e risolutezza i suoi uomini oltre la Mosa guadagnando la prima, preziosa testa di ponte sulla riva occidentale che sarebbe stata presto sfruttata dai panzer per la loro marcia verso il mare.
Dopo pochi giorni, Balck passò al comando dei reparti corazzati del 1. Panzer-regiment della 1. Panzer-Division in sostituzione del colonnello Nedtwig, e guidò i carri armati tedeschi con grande slancio fino alla costa della Manica. Per la sua splendida prestazione Balck ricevette già il 3 giugno la prestigiosa Croce di Cavaliere della Croce di ferro, e, il 3 luglio, dopo la conclusione vittoriosa della campagna di Francia con l'operazione Rot, a cui l'ufficiale partecipò, sempre con i panzer del 1. Panzer-regiment, la promozione a oberst.
Dopo questi brillanti successi Balck venne assegnato al comando (il 15 dicembre 1940) di un'altra unità corazzata, il 3. Panzer-regiment appartenente alla 2. Panzer-Division, che guidò con pieno successo durante la Operazione Marita nei Balcani. I panzer di Balck aggirarono rapidamente le linee difensive greche della Linea Metaxas e raggiunsero Salonicco, per poi proseguire, all'inseguimento del debole contingente britannico inviato in rinforzo dei greci, nell'Eubea, e dirigere, in collaborazione con le formazioni della 5. Panzer Division fino ad Atene. Il 15 maggio 1941 il colonnello Balck, ormai tra i più apprezzati giovani comandanti di unità corazzate della Wehrmacht, passò al comando della Panzer-Brigade 2, sempre nei quadri della 2. Panzer-Division.

### Comandi all'est e all'ovest
La 2. Panzer-Division non entrò immediatamente in azione durante la gigantesca Operazione Barbarossa, e quindi il colonnello Balck, comandante di tutti i reparti corazzati della divisione, non partecipò alle prime fasi della nuova campagna; solo ai primi di ottobre 1941 la divisione venne impiegata nella prevista offensiva finale contro Mosca (Operazione Tifone), ma Balck prese parte solo alle prime fasi della dura battaglia per la capitale sovietica. Il 1º novembre venne invece richiamato in patria per servire nel OKH come ufficiale delegato delle Panzertruppen presso il Comando supremo dell'esercito, incarico di stato maggiore che il colonnello mantenne fino alla primavera del 1942.
Il 16 maggio 1942 finalmente Balck tornò ad un comando operativo sul fronte orientale, prendendo il comando della 11. Panzer-Division, unità corazzata tra le più famose della Wehrmacht, assegnata al Gruppo d'armate Sud, destinato a sferrare la nuova offensiva generale nel settore meridionale con obiettivi il Don, il Volga e il Caucaso. Il colonnello Balck guidò con abilità ed efficienza la 11. Panzer-Division (facente parte con la 9. Panzer-Division del 24º Panzerkorps), durante le prime fasi dell'operazione Blu e contribuì a respingere i pesanti contrattacchi delle riserve corazzate sovietiche affrettatamente organizzati dal comando dell'Armata Rossa.
Ai primi di luglio, mentre le altre Panzerdivisionen procedevano rapidamente verso Voronež e verso Stalingrado, la 11. e la 9. Panzer-Division vennero ritirate dal settore meridionale (apparentemente per la convinzione di Hitler di un crollo ormai irreversibile del nemico) e rischierate al Gruppo d'armate Centro. In questo settore Hermann Balck, promosso generalmajor il 1º agosto 1942, partecipò con la sua 11. Panzer-Division alla deludente offensiva locale su Suchiniči che si concluse con un insuccesso strategico. Dopo questo fallimento la 11. Panzer, sempre guidata dal generale Balck, venne ritirata dalla prima linea, ricompletata con carri armati moderni e schierata nelle retrovie a disposizione dell'OKH come riserva operativa in vista della campagna d'inverno.
L'evoluzione catastrofica per le forze dell'Asse dell'offensiva sovietica sul fronte del Don, iniziata il 19 novembre 1942, impose l'afflusso di tutte le riserve disponibili; quindi alla fine del mese anche la 11. Panzer-Division del generale Balck venne impegnata nel tentativo di ristabilire la situazione e possibilmente contrattaccare. La formazione corazzata, inizialmente destinata a partecipare al tentativo di salvataggio della 6ª Armata tedesca accerchiata dal 23 novembre nella sacca di Stalingrado, venne in realtà schierata difensivamente sul fiume Čir e dovette entrare subito in combattimento per contenere e respingere le nuove offensive sovietiche.
Il generale Balck e i suoi uomini, durante gli incessanti combattimenti con i corpi corazzati sovietici, diedero una magistrale dimostrazione di capacità tattiche e di efficienza operativa, e durante il mese di dicembre la divisione (considerata tra le più combattive e ben equipaggiate della Wehrmacht) respinse con perdite numerosi attacchi nemici sul Čir; partecipò al riuscito contrattacco su Tacinskaja, contro la pericolosa penetrazione del 24º corpo corazzato sovietico nell'area degli aeroporti; mentre a gennaio 1943, trasferita a sud del Don, la 11. Panzer-Division, guidata con grande abilità da Balck, bloccò l'offensiva sovietica su Rostov, salvaguardando quella preziosa via di uscita per le forze tedesche in ritirata dal Caucaso.
Infine, a febbraio e a marzo 1943, l'instancabile divisione risalì di nuovo a nord del Don e partecipò alla controffensiva del feldmaresciallo von Manstein nel settore del Donec e il generale Balck guidò i pochi panzer rimasti alla sua formazione nel settore di Barvenkovo, contribuendo, dopo scontri dall'esito alterno contro le coraggiose forze corazzate nemiche, alla distruzione del Gruppo meccanizzato Popov. Dopo quest'ultima battaglia, finalmente il fronte orientale venne stabilizzato e le truppe e i reparti (compresa la esausta 11. Panzer-Division) poterono essere riorganizzati e riequipaggiati.
Hermann Balck ricevette, per la sua abile condotta tattica sul campo durante la drammatica battaglia invernale, la promozione a generalleutnant (il 21 gennaio 1943) e le prestigiose decorazioni delle Foglie di quercia (20 dicembre 1942) e delle Spade (4 marzo 1943) per la Croce di Cavaliere della Croce di Ferro. Altamente stimato dai comandi superiori della Wehrmacht, Balck venne quindi trasferito al comando temporaneo della potente Panzergrenadier-Division Großdeutschland il 3 aprile 1943, incarico che mantenne fino al 30 giugno 1943, in attesa del ritorno del comandante titolare, generale Walter Hörnlein.
Il generale Balck non partecipò alla battaglia di Kursk, ma venne invece inviato brevemente sul fronte Mediterraneo dove assunse il comando, il 2 settembre 1943, del 14º Panzerkorps reduce dalla battaglia in Sicilia. Il generale venne coinvolto nelle prime fasi dello sbarco di Salerno e diresse con le sue forze mobili la battaglia e il contrattacco iniziale per cercare di respingere lo sbarco anglosassone; nell'occasione Balck, nuovo del teatro operativo, mostrò qualche incertezza e non riuscì schiacciare la testa di ponte, pur infliggendo gravi perdite al nemico. Dopo pochi giorni, inoltre, rimase seriamente ferito in un incidente aereo e venne quindi rapidamente rimpatriato per un periodo di cure e convalescenza.
Dopo questa fase, il 15 novembre 1943, Hermann Balck fece ritorno al fronte orientale, dove assunse il comando del 48º Panzerkorps che, nei mesi seguenti, avrebbe guidato con notevole abilità in una serie di confuse e cruente battaglie manovrate nella steppa ucraina ad occidente del Dnepr. Rinforzato da alcune Panzer-Divisionen fresche provenienti da altri fronti il 48º Panzerkorps guidato dal generale Balck sferrò quindi la controffensiva su Žitomir e Korosten'. che inflisse grosse perdite alle forze corazzate sovietiche in fase di avanzata dopo la liberazione di Kiev. Con una serie di agili manovre nella steppa i panzer tedeschi di Balck riuscirono a riconquistare una parte del terreno perduto e bloccarono ancora una volta l'avanzata del nemico.
La tregua fu di breve durata, già il 24 dicembre 1943 l'Armata Rossa ripartì all'offensiva nel settore di Žitomir e le forze corazzate del generale Balck, pur battendosi coraggiosamente, dovettero inizialmente ripiegare in attesa dei rinforzi del generale Hans-Valentin Hube, che permisero di fermare la progressione del nemico nella regione di Berdičev e di Vinnica. A gennaio e a febbraio 1944 il generale Balck fu sempre in prima linea e con il suo 48º Panzerkorps respinse numerosi attacchi sovietici, riuscendo quindi a ripiegare, con grande abilità e nonostante il terreno impervio, con successo fino a Ternopol' dove riuscì a contrattaccare e a respingere le potenti forze del maresciallo Žukov, in avanzata verso quell'importante nodo di comunicazioni.
Balck ebbe meno successo in aprile, nel corso della nuova controffensiva tedesca diretta a sbloccare le ingenti forze del generale Hube, accerchiate a Kamenec-Podol'skij; le sue forze non riuscirono a sfruttare i successi delle Waffen-SS a Bučač, e fallirono nel tentativo di liberare la guarnigione di Ternopol'; in questa fase il generale ebbe alcuni contrasti con il nuovo comandante del Gruppo d'armate, feldmaresciallo Walter Model, e quindi il suo corpo corazzato venne privato di gran parte delle Panzer-Divisionen (trasferite al 3º Panzerkorps del generale Hermann Breith) e ridotto a una forza di fanteria in vista della nuova campagna estiva del 1944.
Costretto a ripiegare rapidamente durante la poderosa offensiva sovietica Leopoli-Sandomierz, Balck venne tuttavia promosso, per i passati successi, al comando della 4ª Armata corazzata il 5 agosto 1944 e condusse con qualche successo la dura lotta sulla Vistola per bloccare l'avanzata sovietica e schiacciare le pericolose teste di ponte a ovest del fiume. In riconoscimento della sua attività, Hermann Balck ricevette il 31 agosto 1944 i Diamanti per la Croce di Cavaliere (19° soldato della Wehrmacht ad ottenere questa decorazione); fin dal 12 novembre 1943 era stato promosso al grado di General der Panzertruppen.

### La fine della guerra
Dopo il lungo e snervante servizio sul fronte orientale, il generale Balck venne inaspettatamente richiamato sul pericolante fronte occidentale, per prendere il comando (il 21 settembre 1944) dell'intero Gruppo d'armate G, impegnato nella difficile difesa della Lorena e dell'Alsazia contro le mobili e potenti forze americane dei generali Patton e Patch. L'incarico, forse inadatto alle caratteristiche e alla preparazione del generale, abituato soprattutto al comando diretto di agili forze corazzate nelle vaste pianure russe, non si rivelò particolarmente felice. Balck riuscì a rallentare l'avanzata nemica e si impegnò in un'aspra lotta difensiva imperniata soprattutto sulle difese fisse della regione di Metz e della linea Sigfrido. Nonostante qualche successo, le sue deboli forze subirono alcune dure sconfitte e le truppe alleate raggiunsero il Reno e liberarono Metz e Strasburgo.
Insoddisfatto dei risultati del Gruppo d'armate G, il Comando supremo tedesco decise di trasferire nuovamente Balck sul fronte est per assegnargli il comando, dal 23 dicembre 1944, della 6ª Armata impegnata nell'aspra battaglia d'Ungheria. Durante questa sua ultima missione, Hermann Balck tornò a mostrare preparazione ed efficienza nelle manovre con truppe corazzate; a gennaio 1945 organizzò l'operazione Konrad, sferrata con l'aiuto di numerose Panzer-Divisionen, che mise in difficoltà i sovietici e giunse vicina a sbloccare la guarnigione di Budapest, mentre in marzo collaborò con il generale delle Waffen-SS Joseph Dietrich nell'ultima offensiva corazzata tedesca sul Balaton.
Dopo quest'ultimo tentativo di evitare la sconfitta, Balck condusse in aprile e maggio una ritirata combattuta in Ungheria e in Austria con le sue forze della 6ª Armata, e riuscì a ripiegare con successo verso ovest consegnandosi con gran parte delle sue truppe alle forze alleate occidentali (8 maggio 1945), evitando di cadere in mano sovietica.
Liberato dalla prigionia nel 1947, Hermann Balck subì un processo per la fucilazione, su suo ordine, di un ufficiale tedesco durante il suo comando del Gruppo d'armate G, e venne inizialmente condannato a tre anni di prigione per poi essere rimesso in libertà dopo diciotto mesi. Ritornato alla vita civile, Balck negli anni del dopoguerra lavorò nel campo del commercio; il generale è morto il 29 novembre 1982.
Considerato da una parte della storiografia anglo-sassone un generale rigidamente fedele al Nazismo ed a Hitler, a volte troppo ottimista e con insufficienti capacità strategiche di comando, al contrario da alcuni autori tedeschi (Paul Carell e Friedrich W. von Mellenthin in particolare) Hermann Balck viene ritenuto ufficiale preparato, indipendente, personalmente coraggioso e soprattutto molto dotato nel campo della guerra con mezzi corazzati e delle veloci manovre con formazioni mobili. Di fatto, Balck mostrò senza dubbio grandi qualità a livello tattico e notevole preparazione nella guerra corazzata, rivelandosi tra i migliori generali dei panzer della Wehrmacht, degno di essere paragonato ad altri grandi esperti di guerra mobile come Heinz Guderian, Pavel Rybalko, Michail Katukov, George Patton, Brian Horrocks.

## Onorificenze

### Onorificenze tedesche
- 06.08.1914: (1ª Ferita: Colpo di striscio al braccio destro superiore; rimasto con l'unità)
- 15.10.1914: Croce di Ferro di 2ª Classe
- 30.10.1914: (2ª Ferita: Colpo all'orecchio sinistro; ospedale da campo)
- 30.10.1914: (3ª Ferita: Colpo di fucile alla schiena, scheggia di granata nell'anca sinistra; ospedale da campo)
- 15.11.1914: Ordine al Merito Militare Bavarese di 4ª Classe con Spade
- 26.11.1914: Croce di Ferro di 1ª Classe
- 28.06.1915: (4ª Ferita: Scheggia nella spalla destra; rimasto con l'unità)
- 28.02.1916: Ordine al Merito Militare Austriaco di 3ª Classe
- 14.08.1917: (5ª Ferita: Colpo di striscio al petto e proiettile conficcato nella parte superiore del braccio sinistro)
- 25.10.1917: (6ª Ferita: Colpi di striscio sopra il petto, la schiena, la parte superiore del braccio sinistro ed entrambe le mani; rimasto con l'unità)
- 03.12.1917: Croce di Cavaliere con Spade
- 03.12.1917: Ordine della Casa di Hohenzollern
- 26.04.1918: (7ª Ferita: Schegge di granata nella parte superiore dell'anca destra e nel ginocchio; rimasto con l'unità)
- 10.05.1918: Distintivo per Feriti in Oro (per 4 ed oltre Ferite)
- 00.10.1918: segnalato per la Croce Pour le Mérite
- 12.05.1940: Fibbia 1939 per la Croce di Ferro di 2ª Classe
- 18.05.1940: Fibbia 1939 per la Croce di Ferro di 1ª Classe
- 03.06.1940: Croce di Cavaliere della Croce di Ferro
- 14.10.1940: Distintivo da Combattimento Panzer in Argento
- 02.12.1941: Medaglia al Coraggio Bulgara di 3ª Classe con Spade
- 20.12.1942: Croce di Cavaliere della Croce di Ferro con Foglie di Quercia (155º premio conferito)
- 04.03.1943: Croce di Cavaliere della Croce di Ferro con Foglie di Quercia e Spade (25º premio conferito)
- 05.09.1943: (8ª Ferita: Incidente aereo con gravi lesioni interne; comando mantenuto del corpo)
- 31.08.1944: Croce di Cavaliere della Croce di Ferro con Foglie di Quercia, Spade e Diamanti (19º premio conferito)